# Springfield M1903
Lo U.S. Rifle, Caliber .30, Model 1903 (meglio noto come M1903 Springfield) è un fucile a otturatore girevole-scorrevole statunitense che fu in servizio nella prima metà del XX secolo.
L'arma fu ufficialmente adottata il 18 giugno 1903 e prestò per la prima volta servizio durante la prima guerra mondiale per essere poi gradualmente rimpiazzata, a partire dal 1937 dal fucile semiautomatico M1 Garand. Il fucile rimase però in servizio durante la seconda guerra mondiale dato che gli Stati Uniti non avevano abbastanza M1 da equipaggiare tutti i propri soldati. Nella seconda guerra mondiale, nella Guerra di Corea e nelle prime fasi della Guerra del Vietnam prestò anche servizio come fucile di precisione.

## Storia
Nel 1882, il fucile a otturatore girevole-scorrevole Remington-Lee. 45 (progettato nel 1879), con il suo innovativo caricatore amovibile, fu acquistato in quantità limitate dalla marina statunitense. Diverse centinaia di Remington-Lee M1882 furono anche presi in prova dall’esercito ma l’arma non venne mai adottata. La marina adottò l’M1885 e in seguito il nuovo M1895, ed entrambi prestarono servizio durante la Ribellione dei Boxer. Entrambi i fucili vennero utilizzati dall’esercito durante la Guerra ispano-americana. Il caricatore amovibile del fucile Lee venne progettato da James Paris Lee e sarebbe stato negli anni seguenti fondamentale nei progetti militari. Altre operazioni mostrarono la necessità di un nuovo fucile, e così l’esercito adottò il nuovo Model 1892-99. Il fucile entrò in servizio ufficialmente nel 1894 per essere poi sostituito dopo neanche dieci anni dal nuovo M1903.
L’adozione del nuovo M1903 fu preceduta da quasi trent’anni di lavori e test che fecero tesoro delle lezioni apprese durante l'uso dello Springfield M1892-99 (la versione americana del fucile Krag-Jørgensen) e dall'incontro con il tedesco G 98. L’M1903 finì per rimpiazzare non solo il vecchio M1892-99, ma anche il M1895 Lee-Navy, lo M1885 Remington-Lee e il vecchio M1873 Trapdoor. Mentre dell’M1892-99 esistevano sia la versione fucile che carabina, il nuovo Springfield venne prodotto unicamente con canna da 610 mm, adeguandosi alla tendenza svizzera e britannica di eliminare la doppia tipologia di arma.
I due problemi che spesso emergevano nel precedente M1892-99 erano la lentezza nella ricarica dei caricatori e l’impossibilità di sparare colpi ad alta velocità a causa delle pressioni troppo alte e quindi insostenibili per la camera di scoppio. Gli Stati Uniti avevano tentato l’introduzione di nuove munizioni già nel 1899 per l’M1892-99, ma la chiusura a perno singolo dell’arma si era rivelata insufficiente nel sostenere la pressione sviluppata. Sebbene fosse stata introdotta una lastrina per la ricarica dell’M1892-99, era ormai chiara la necessità di un nuovo fucile. Dopo aver sperimentato l’efficacia dei fucili Mauser nella Guerra ispano-americana del 1898, le autorità statunitensi decisero di adottare un nuovo fucile che riprendesse le caratteristiche migliori dell'arma tedesca.

### Il primo passo: l'adozione dell'arma
Il primo tentativo di creare un fucile che potesse sfruttare munizionamenti più potenti e montare parti analoghe a quelle di un Mauser tedesco risale all’inizio del XX secolo, quando la Springfield propose il suo prototipo M1900, che entrò poi in produzione definitiva nel 1903, da cui la nomenclatura finale. In realtà vi fu anche un fucile intermedio, denominato M1901, che la Springfield Armory era sicura sarebbe stato adottato, tanto che l'azienda aveva già avviato la produzione delle componenti. Il prototipo venne migliorato e infine accettato, denominato e prodotto a partire in massa a partire dal 1903. L’arma assunse il nomignolo colloquiale di “ought-three” dalle ultime due cifre dell’anno di produzione (03).

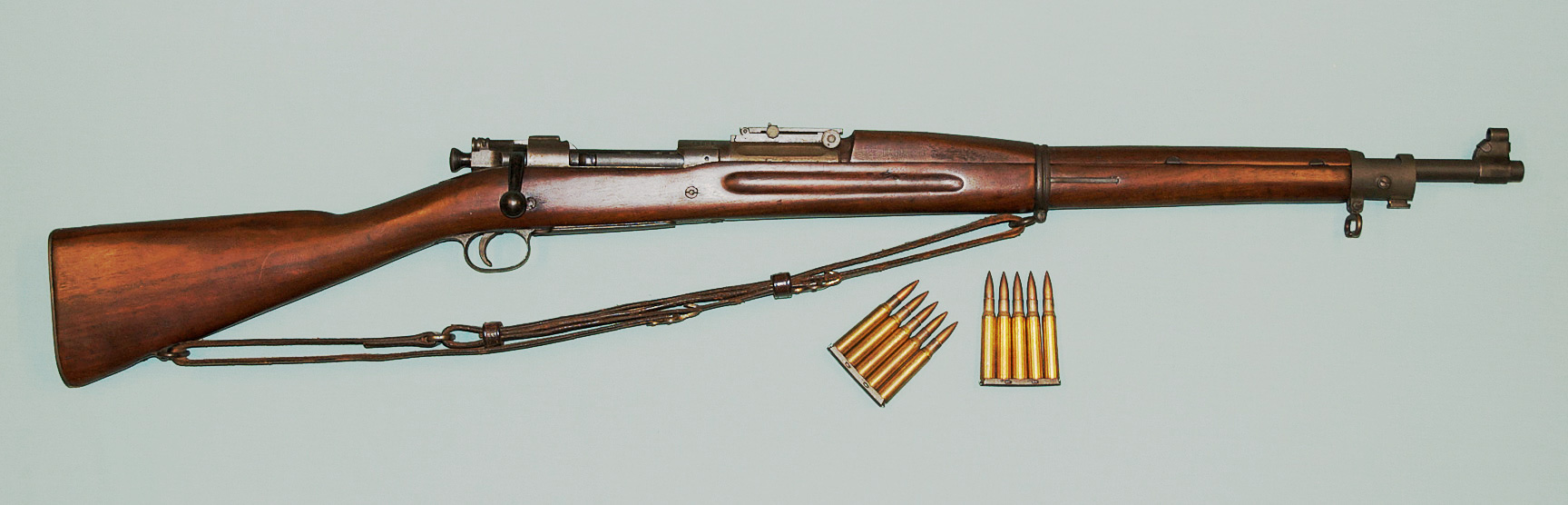
Un M1903 Springfield con le clip di caricamento

Il Dipartimento della Guerra aveva attentamente analizzato e smontato diversi esemplari di Mauser M93 spagnoli catturati durante la Guerra ispano-americana e unì alcune delle caratteristiche presenti del Krag al M93, portando alla nascita del fucile M1903. Nonostante le aggiunte e le modifiche, il design alla base dell’arma era pur sempre merito della Mauser, che impose al governo statunitense al pagamento di una multa di 3.000.000 $ per violazione di brevetto.
A gennaio 1905, oltre 80.000 esemplari del nuovo fucile erano stati prodotti dalla Springfield Armory. Il presidente Roosevelt si oppose alla decisione di applicare delle baionette ormai di vecchia concezione al nuovo fucile, che venne quindi dotato della nuova lama M1905: tale mossa costrinse anche a modificare tutti gli esemplari già assemblati in modo che potessero inastare la nuova baionetta. Si approfittò di questa modifica per aggiornare il sistema di mira al nuovo standard M1904.
I macchinari di produzione erano praticamente pronti quando fu suggerito un nuovo cambiamento. Durante le prove erano state proposti alcune migliorie, in primis l'adozione di una munizione di tipo spitzer, introdotta per la prima volta dai francesi nel 1890. Il proiettile si sarebbe basato sull'ormai noto .30-03 ma piuttosto che un'ogiva a punta tonda da 220 grani (14 g) a 700 m/s, avrebbe presentato un'ogiva a punta (detta appunto spitzer) da 152 grani (9,8 g) a 850 m/s. La nuova munizione venne standardizzata come Cartridge Ball, Caliber .30, Model of 1906, oggi nota in tutto il mondo come .30-06. Le mire del fucile furono tarate nuovamente per adattarsi alla nuova traiettoria (ben più tesa della .30-03) della munizione. Quando ulteriori test dimostrarono che la maggiore efficacia del .30-06 si otteneva con canne da 24 pollici, si decise di produrre solo armi con tale canna sia per fanteria che cavalleria, e la stessa proposta fu in breve accolta e messa in pratica anche da Regno Unito e Germania.

### Il battesimo del fuoco: la Prima guerra mondiale
Per quando gli Stati Uniti entrarono in guerra nel 1917, erano stati prodotti 843.239 fucili dalla Springfield Armory e dalla Rock Island Arsenal. La produzione prebellica, tuttavia, seguiva processi metallurgici alquanto discutibili. Alcuni castelli erano stati infatti sottoposti a temperature troppo elevate durante la forgiatura. Il carbonio veniva quindi espulso dall'acciaio durante la forgiatura e questo causava un'eccessiva fragilità dei castelli. Nonostante ciò (con documenti che dimostrano inequivocabilmente dei problemi a livello di produzione), poche armi risultarono effettivamente inutilizzabili e/o pericolose: la stragrande maggioranza dei malfunzionamenti rilevati furono attribuiti alle munizioni spedite in Europa, che si rivelarono peraltro di pessima qualità.

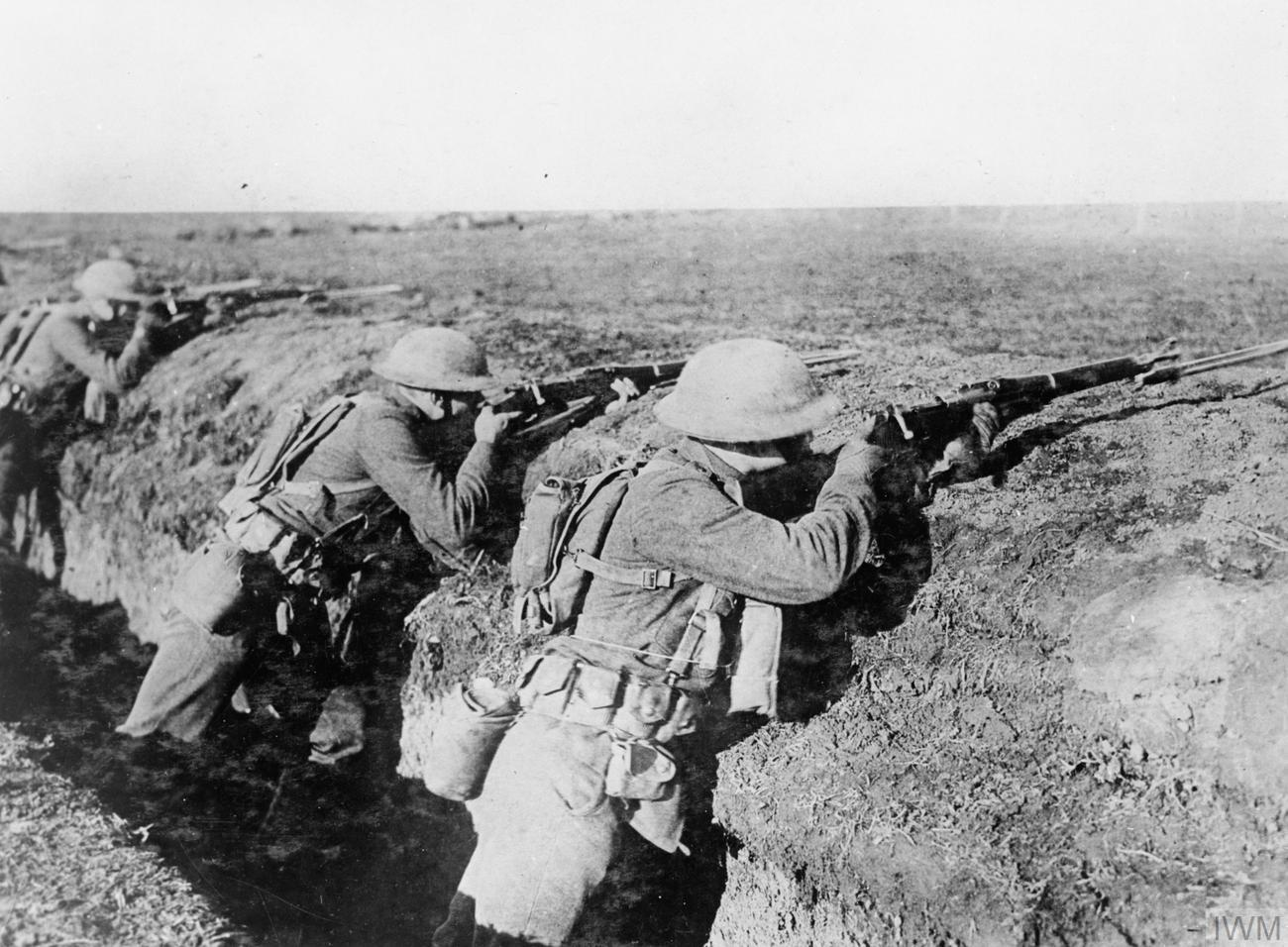
Marines americani con fucili M1903 e baionette in Francia (1918)

Nel dicembre del 1917 furono installati dei pirometri per tenere sotto controllo le temperature durante il processo di forgiatura. La cosa avvenne attorno al fucile 800.000 (Springfield) e 285.507 (Rock Island Arsenal). I fucili precedenti vengono chiamati low-numbers M1903, quelli successivi double-heat-treated M1903.
Verso la fine del conflitto, la Springfield cominciò a produrre il M1903 Mk I. L'arma presentava una finestra sul lato sinistro del castello che permetteva il montaggio del Pedersen Device, una sorta di kit di conversione che, montato al posto dell'otturatore, modificava il profilo della camera di scoppio dell'arma (adattandolo alla munizione 7,65 × 20 mm Longue, prodotta dai francesi appositamente per gli americani e solo in seguito adottata per la pistola Modèle 35 e il mitra MAS 38) e permetteva di alimentare il fucile tramite un caricatore amovibile agganciato a 45° sul lato sinistro del castello. Per facilitare l'espulsione del bossolo, anche il calcio il legno presenta uno scasso al di sotto della finestra.
Nel 1926, dopo aver sperimentato l'effetto a lungo raggio del proiettile 7,92 × 57 mm Mauser, gli Stati Uniti adottarono una nuova palla da 174 grani (4,8 g) standardizzata come Cartridge, Ball, Caliber .30, M1. La munizione M1, intesa prevalentemente per l'uso a lungo raggio tramite mitragliatrice, divenne rapidamente popolare tra i fucilieri per l'ottima precisione che offriva sulle lunghe distanze. Alla fine degli anni Trenta divenne tuttavia evidente che con lo sviluppo di mortai, artiglierie a lungo raggio e mitragliatrici camerate per il .50 BMG, la necessità di proiettili così potenti per le comuni armi da fanteria era pressoché sparita. Nel 1938, l'esercito tornò sui propri passi e riadottò la vecchia palla da 152 grani (9,8 g), denominandola stavolta Cartridge, Ball, Caliber .30, M2.
In servizio, l'M1903 fu apprezzato per la sua affidabilità e precisione, nonostante il persistere di alcuni problemi. La tacca di mira era situata in una posizione troppo avanzata e lontana dall'occhio del tiratore (risultando quindi difficilmente utilizzabile) e il mirino a lama anteriore (estremamente sottile e fragile) era difficile da individuare con poca luce. Il corpo dei Marines (USMC) dotò i propri M1903 con una protezione per il mirino, assieme ad una tacca di mira anteriore più spessa e resistente. Il nuovo percussore in due pezzi, inoltre, si rivelò un notevole passo indietro rispetto all'otturatore monopezzo delle armi Mauser e fu spesso causa di numerosi problemi con l'arma.

### Un'arma in declino: la Seconda guerra mondiale
Durante la Seconda Guerra mondiale la produzione di M1903 venne affidata alla Remington Arms e alla Smith-Corona Typewriter. La produzione presso la Remington cominciò nel Settembre 1941 con matricola 3.000.000. A causa della grande richiesta di armi, le parti fresate vennero gradualmente riprogettate per la produzione tramite stampaggio, fino al momento in cui (300.000 fucili più tardi) si decise di dare alle armi con tali modifiche una nuova denominazione (A3). Il calcio in legno di noce, una delle parti più costose dell'arma, venne rimpiazzato con una nuova variante più economica ma perfettamente utilizzabile. Tutte le parti in metallo dei fucili prodotti dalla Remington presentano una R incisa e ben visibile.
La produzione dell’M1903 fu interrotta in favore del nuovo M1903A3. Il cambiamento più evidente fu la sostituzione e semplificazione dei sistemi di mira, resi simili a quelli del nuovo M1 Garand. Il nuovo alzo finì per rilevarsi tuttavia più un problema che un miglioramento e tendeva a perdere la regolazione a causa delle vibrazioni. Altre modifiche riguardarono la linguetta del caricatore (realizzata ora in metallo stampato) che fu modificata così da prevenire un tipico malfunzionamento dell'arma che rendeva difficoltoso l'alimentazione arrivati al quarto colpo del caricatore.
Nel tardo 1942, anche la Smith-Corona Typewriter Company cominciò la produzione della variante M1903A3 nei suoi stabilimenti di Syracuse, NY. Le parti prodotte dalla Smith-Corona sono di solito facilmente identificabili grazie all’assenza di punzoni (solo gli otturatori risultano di tanto in tanto marcati con una X sul lato superiore). Per aumentare il numero di unità prodotte vennero adottate delle canne a doppia rigatura, mentre i requisiti per le leghe d’acciaio impiegate si fecero meno rigorosi, in quello che viene comunemente chiamato War Emergency Steel (acciaio d’emergenza in tempo di guerra). Questi fucili “alla buona” venivano spediti con un foglietto che attestava l’assenza di differenze di precisione con la versione standard. Col progredire della guerra, altre rifiniture e lavorazioni vennero progressivamente eliminate dagli M1903 per aumentare ancora di più il ritmo di produzione.
I fucili iniziali prodotti da Remington e Smith-Corona avevano una finitura grigio scuro/nero che ricordava l’effetto ottenuto alla fine della Prima guerra mondiale con la parkerizzazione. Solo nel tardo 1943 si cominciò ad usare una finitura più chiara, che sarà poi applicata anche nelle armi riarsenalizzatre dopo il conflitto.
È molto raro trovare fucili prodotti durante le due guerre con ancora montate le canne originali: tutte le munizioni usate nelle due guerre (salvo rare eccezioni) presentavano inneschi che depositavano sali corrosivi all'interno delle canne, portando alla formazione di ruggine e a lungo andare al danneggiamento irreversibile delle stesse. Questo fenomeno era ancora più evidente nel Pacifico, dove l'elevata umidità e la manutenzione non sempre meticolosa acceleravano a dismisura il processo di corrosione.
Gli M1903 e M1903A3 furono usati per tutta la guerra a fianco del più recente M1 Garand. I Marines erano ancora equipaggiati con questo fucile al momento delle prime operazioni nel Pacifico, come ad esempio a Guadalcanal e solo dalla metà del 1943 i nuovi reparti venivano dotate di M1 Garand. Durante il conflitto, i Ranger americani continuarono ad usare lo M1903 piuttosto che il nuovo M1 Garand semiautomatico, ritenendo l'arma più adatta per le loro missioni.
Le ultime varianti (A3 e A4) degli M1903 furono consegnate nel febbraio del 1944. Per allora, la maggior parte delle truppe americane erano già equipaggiate con i Garand; alcuni reparti, tuttavia, continuarono ad utilizzare gli M1903 fino alla fine della guerra, specialmente i Marines. L'arma rimase in servizio prevalentemente come fucile di precisione o ausilio per il lanciagranate.

### M1903A4: un fucile di precisione deludente
L’M1903A4 fu il primo tentativo dell’esercito di standardizzare un’arma di precisione. Le meccaniche dell’M1903A3 vennero montate su nuove calciature e furono aggiunti gli agganci per il mirino Weaver M330 (oppure 330C) da 2,2 ingrandimenti, rimuovendo allo stesso tempo i sistemi di mira metallici. Tuttavia, nonostante tutte le modifiche subite (inclusa la sostituzione delle canne con pezzi realizzati appositamente per incrementarne la precisione), l’arma si rivelò decisamente insoddisfacente quando usata in ruoli di precisione. I mirini Weaver (che poi assunsero le denominazioni militari rispettivamente M73 e M73B1) erano prima di tutto a bassa magnificazione (si pensi che le ottiche tedesche erano 4× e 6×, contro i 2,2 delle ottiche americane), non erano impermeabili e si appannavano con estrema facilità (o peggio si riempivano di condensa) nei climi umidi. In questi ultimi casi, la mancanza di sistemi di mira convenzionali rendeva l’arma un pesante fermacarte, inutilizzabile nel ruolo per cui era stata introdotta. Se utilizzato con le normali munizioni .30-06 M2, le prestazioni dell’arma risultarono estremamente deludenti: non raramente i soldati che incappavano nei fucili di precisione tedeschi o giapponesi lasciavano la propria arma in favore di quella nemica. Il corpo dei Marines, fiutando i problemi che l'arma avrebbe portato, rifiutò l'adozione della variante A4 preferendovi invece dei comuni M1903A1 modificati per il montaggio della particolare ottica Unertl 8×.

### Non solo gli Stati Uniti
La polizia militare statunitense (MP) e il dipartimento per la guardia costiera utilizzarono fucili M1903 e M1903A3 durante la guerra. Anche diversi alleati degli Stati Uniti erano dotati di tali armi. Le forze di combattimento brasiliane (FEB), operative nella 5ª Armata dispiegata in Italia, erano equipaggiate con fucili M1903. Nell’agosto del 1943, le forze francesi comandate dal generale Charles de Gaulle vennero riequipaggiate dagli Stati Uniti con vecchi M1903 e fucili Enfield M1917. Lo Springfield divenne l’arma maggiormente usata dall’esercito francese fino alla fine del guerra, rimanendo in servizio anche nei reparti di sicurezza in Algeria e Indocina ben oltre la fine del conflitto.
I fucili catturati dai tedeschi presero la denominazione Gewehr 249(a) in accordo con il manuale per la classificazione delle armi recuperate.

### Il secondo dopoguerra
Dopo la Guerra di Corea era raro vedere in servizio regolare un M1903. Solo alcuni esemplari di M1903A4 di precisione rimasero in servizio per la Guerra del Vietnam, e gli ultimi manuali furono stampati prima del 1970. La marina continuò a tenere alcuni esemplari a bordo delle proprie navi come fucili antimina.
Al giorno d’oggi, i fucili M1903 (assieme ai compagni M1 Garand, M14 e M1917 Enfield) sono comuni alla JROTC (Junior Reserve Officer Training Corps) per l’insegnamento alle reclute sul maneggio delle armi. I cadetti, durante le esibizioni, usano fucili dotati di calci in fibra di vetro, più leggero e meno propensi a rompersi in caso di caduta rispetto agli standard in legno. Per ragioni di sicurezza, i modelli in dotazione all JROTC sono disarmati ostruendo la canna con un blocco di piombo fuso.

## Specifiche

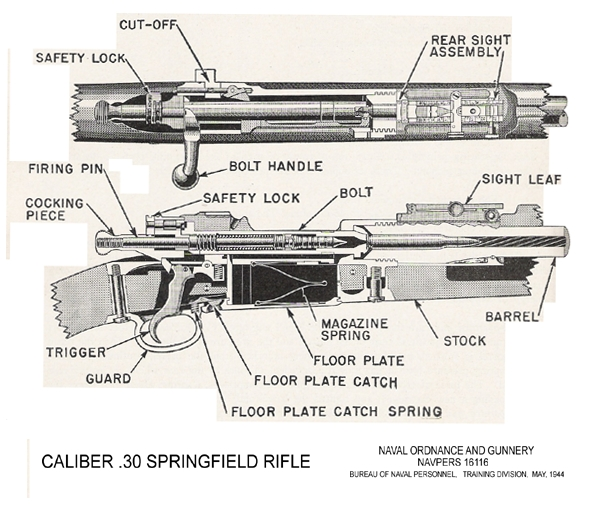
Diagramma del fucile Springfield .30-06

Il fucile pesava circa 3,95 kg con una lunghezza di 1.098 mm. Il fucile poteva montare all'occorrenza una baionetta M1905 da 450 mm. Nel 1906 il fucile venne modificato per poter impiegare la nuova munizione M1906 (ovvero il .30-06) in tutte le varianti che seguirono negli anni (M1 e M2 in particolare).
Il fucile era comunemente alimentato con lastrine metalliche da 5 colpi e poteva, nelle mani di un tiratore esperto, raggiungere una cadenza di fuoco massima di 20 colpi al minuto. La dotazione di un soldato era di 12 lastrine, per un totale di 60 colpi. L'arma poteva comunque essere ricaricata anche inserendo i colpi uno a uno nel caricatore interno.
I sistemi di mira potevano essere regolati in elevazione. Il mirino standard, fisso, prevedeva una taratura non regolabile fissata a 500 m. Alzando la scala graduata (questa regolabile anche in deriva) si poteva configurare l’arma per tiri che andavano da un minimo di 100 ad un massimo molto ottimistico di 2.650 m.

## Varianti
Esistono Quattro varianti principali con nomenclatura ufficiale, sebbene vi siano anche numerose sotto-varianti:

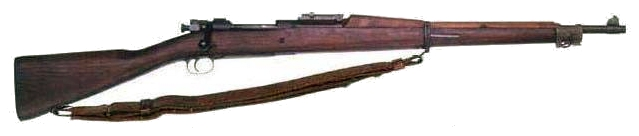
M1903

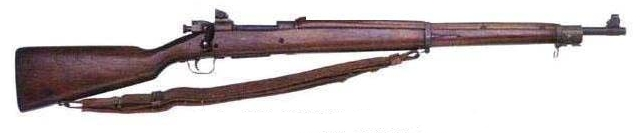
M1903A3

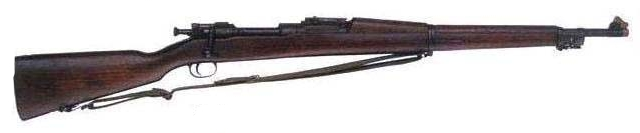
M1903 calciatura scant

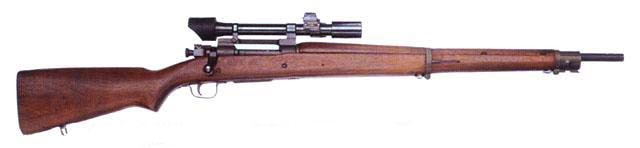
M1903A4 con calciatura Type C e ottica M84.

- M1903 (1903): versione di base, camerata per il .30-03. Usa il calcio standard Tipo S.
  - M1903 Bullpup[23] (1903): versione sperimentale con configurazione bullpup per l’USMC.
  - M1903/05 (1905): versione migliorata con baionetta M1905 e sistemi di mira
  - M1903/06 (1906): versione camerata per la nuova munizione. 30-06 (Ball cartridge, caliber .30, M1906).
  - M1903 NRA[24] (1915-1917): versione appositamente realizzata per la National Rifle Association of America.
  - M1903 Air Service[25] (1918): versione per i membri dell’aviazione con caricatore da 25 colpi e calcio Tipo S modificato.
  - M1903 Mk. I (1918-1920): versione modificate per permettere l’utilizzo del dispositivo Pedersen (un accessorio che poteva essere impiegato solo sugli Springfield e che permetteva all’arma di sparare in modalità semiautomatica).
  - M1903 NM[26] (1921-1940): fucile appositamente modificato per le competizioni sportive, con otturatore cromato e calcio Tipo S.
  - M1903 Bushmaster Carbine (anni ‘40): in questa versione la canna e il calcio erano segati per facilitarne l’uso a Panama; ne furono prodotti 4.725 esemplari. Era un fucile per l’addestramento e non fu mai utilizzato in azioni di guerra. È un esemplari molto raro e ricercato.
  - M1903 Scant (1942): nel tardo 1941, prima che venisse standardizzato il modello M1903A3, l’esercito richiese l’introduzione su tutti i fucili di un’impugnatura a pistola. Vi erano migliaia di calci non montati che non erano abbastanza larghi da poter essere dotati di impugnatura a pistola classica. Quello che venne fuori fu un’impugnatura a pistola abbozzata, definita scant, compatibile unicamente con i modelli M1903 e non con i nuovi M1903A3.
- M1903A1[27] (1929-1939): versione con impugnatura a pistola (calcio Tipo C). L’impugnatura a pistola divenne lo standard per il fucile e venne applicata a tutte le armi (anche alle vecchie, riconvertendole).
- M1903A2 (1933–1947): semplicemente, un fucile M1903A1 (o A3) pesantemente modificato per essere usato come riduttore di calibro nelle artiglierie in fase di addestramento.
- M1903A3 (1942): versione semplificata, con parti in metallo stampato e calcio con impugnatura a pistola semplificata (calcio Tipo S tardo).
- M1903A4 (1942): variante da tiratore scelto dell’A3, equipaggiato con un mirino M73 (o M73B1) da 2,5 ingrandimenti e un calcio ergonomico da tiratore.

### "Bannerman Springfields"
Allo scoppio della Prima guerra mondiale nel 1914, il magnate del surplus militare Francis Bannerman VI assemblò circa 1.000 fucili M1903 da eccedenze che erano state ricamerate per sparare la munizione .303 British. Decise quindi di presentare queste armi all'esercito britannico, complete di baionetta e giberne portalastrine, in un accorato gesto patriottico. Sfortunatamente, la conversione era stata eseguita senza tenere conto di molti fattori e si notò che la munizione. 303 (che è di tipo flangiato) non veniva correttamente estratta dal caricatore per alimentare l'arma, causando inceppamenti costanti. Le armi vennero quindi marcate DP (ovvero drill purpose) e cedute a quei centri di addestramento inglesi che si trovavano in quel momento senza armi.